# J.B. McDowell
J.B. McDowell (Plumstead, 1878 – Pitsea, 1954) è stato un regista e direttore della fotografia britannico del cinema muto, di cui però non si conoscono i suoi dati biografici.

## Biografia
J.B. McDowell fu uno dei primi registi della British & Colonial Kinematograph Company, una casa di produzione londinese che iniziò la sua attività nel 1908, con scarsi mezzi di fortuna, utilizzando come laboratorio la casa di uno dei cineasti. Nel 1909, McDowell diresse The Exploits of Three-Fingered Kate, primo episodio di una serie di sette. Negli altri episodi, però, fu sostituito da H.O. Martinek. Nel 1914, insieme a Frank R. Growcott, diresse il suo ultimo film da regista, The Life of Shakespeare.
In seguito, nel corso della prima guerra mondiale sul fronte francese, girò i documentari The Battle of the Somme e The Battle of the Ancre and the Advance of the Tanks.

## Filmografia

### Regista
- A Breach of Promise Case (1908)
- The Cheekiest Man on Earth (1908)
- Baby's Revenge (1909)
- Domestic Rivals (1909)
- The Exploits of Three-Fingered Kate (1909)
- The Life of Shakespeare o Loves and Adventures in the Life of Shakespeare, co-regia Frank R. Growcott (1914)

### Direttore della fotografia
- The Battle of the Somme (documentario) (1916)
- The Battle of the Ancre and the Advance of the Tanks (documentario), regia di Geoffrey H. Malins (1917)

### Aiuto regista
- The Battle of the Ancre and the Advance of the Tanks (documentario), regia di Geoffrey H. Malins (1917)